# 诺格拉斯
诺格拉斯，是西班牙阿拉贡自治区特鲁埃尔省的一个市镇。总面积19平方公里，总人口19人（2001年），人口密度1人/平方公里。